# Žižkovo Pole
Žižkovo Pole är en ort i Tjeckien.   Den ligger i regionen Vysočina, i den centrala delen av landet, 110 km sydost om huvudstaden Prag. Žižkovo Pole ligger 522 meter över havet och antalet invånare är 341.
Terrängen runt Žižkovo Pole är lite kuperad.Runt Žižkovo Pole är det ganska tätbefolkat, med 72 invånare per kvadratkilometer. Närmaste större samhälle är Havlíčkův Brod, 11,1 km väster om Žižkovo Pole. Trakten runt Žižkovo Pole består till största delen av jordbruksmark.